# Kasteel van Busséol
Het Kasteel van Busséol is gelegen in Busséol nabij Clermont-Ferrand in het Franse departement Puy-de-Dôme. Het is een toeristische trekpleister in Auvergne en een van de belangrijkste historische monumenten van het Centraal Massief.

## Geschiedenis en bewoners
De benaming "busséol" (Latijn: butéo of buizerd) zou verwijzen naar een broedplaats van roofvogels op de 700 meter hoge vulkaanrots, gevormd door een dike van ganggesteente, waarop de resten werden teruggevonden van een Gallo-Romeins legerkamp en de ruïnes van een feodale burcht, die in 833 toebehoorde aan Pepijn I, de tweede zoon van Lodewijk de Vrome en Ermengarde van Haspengouw, en de kleinzoon van Karel de Grote. De bouwheer van het huidige kasteel, Willem VIII van Aquitanië, die oorlog voerde tegen de bisschop van Clermont, zocht steun bij paus Alexander III en schonk het kasteel in 1170 aan de paus en de Kerk (“au Pape, aux Saints-Apôtres et la Sainte Église catholique”). In 1317 behoorde Busséol aan Blanche de Clermont toe, kleindochter van Lodewijk IX van Frankrijk en echtgenote van Robert VII, graaf van Auvergne. Daarna kwam het kasteel in het bezit van Margeriet van Evreux, kleindochter van Filips de Stoute en in 1332 van de koningin van Frankrijk, Johanna van Auvergne, echtgenote van Jan II van Frankrijk (Jan de Goede), hertog van Normandië. Andere eigenaars waren: Catharina de' Medici, echtgenote van Hendrik II van Frankrijk en schoondochter van Frans I; de Franse koningin Margriet van Valois, gravin van Auvergne en vrouwe van Busséol; Lodewijk XIII en Lodewijk XIV, beiden koning van Frankrijk, graaf van Auvergne en heer van Busséol. Na een vergelijk met de hertog van Bouillon in 1643, werden de heerlijke rechten en het kasteel overgedragen aan de familie de Frédéville, die het tot aan de Franse Revolutie kon behouden. In 1880 werd het kasteel verkocht, maar een gebrek aan belangstelling leidde tot verval. Uiteindelijk, in 1966 kon het geheel door de familie Houlier worden aangekocht, die het in een tijdspanne van dertig jaar volledig heeft gerestaureerd.

## Burcht
Het kasteel staat aan zijn zuidkant op een steile rotswand, heeft massieve vestingmuren met kantelen, een uitkijktoren en een grote slottoren (donjon). Langs de westzijde, tussen de rotsen en de slottoren, leidt een kronkelende trap naar een klein romaans toegangsportaal, gebouwd in hardsteen met een warme kleur, maar beveiligd met een erker en een portiek. Onmiddellijk daarna komt men in de portiersloge, dan via een colonnade die het zware balkenplafond schraagt, in de ridderzaal van de Orde van Sint Lazarus van Jeruzalem, aldus genaamd ter vrome nagedachtenis aan de graven van Auvergne en heren van Busséol, die ten tijde van de Kruistochten beschermheren waren van deze ridderorde. Achteraan zijn twee lager gelegen ruimten, de proviandkamer en de keuken, die door een boogvormig raam wordt verlicht. Op de herenverdieping bevindt zich de hoge, rechthoekige grote zaal, met een erg uitzonderlijke ronde romaanse open haard met een conische schouwmantel uit de 12e eeuw. De grote zaal geeft toegang tot vier kamers, waaronder de slaapkamers, en de slottoren met zijn drie meter dikke muren. Langs de binnenzijde heeft deze donjon een diameter van 5 meter, is 27 meter hoog en telt twee verdiepingen, een wapenopslagplaats en het ultieme toevluchtsoord.

## Tuin der Kruistochten
Reeds in de vroege middeleeuwen was het Kasteel van Busséol een trefpunt van troubadours en minstrelen. Het uitzicht biedt een prachtig schouwspel en omwille van de hoogte en de bodemgesteldheid kwam een uitzonderlijk microklimaat tot stand. Vermaard zijn de verzen uit 1552: “Ik ben Busséol nabij Billion, Ik heb een weids uitzicht over het landschap, Ik zie …”. In het nabije Clermont-Ferrand werd tijdens het Concilie in 1095 door paus Urbanus II het startsein gegeven voor de Eerste Kruistocht. Naar middeleeuwse traditie werden binnen de muren op diverse niveaus, moestuinen, een boomgaard, een siertuin met mediterrane planten en bloemen en plantsoenen met medicinale en aromatische planten aangelegd. Bij de restauratie van het kasteelterrein werd ook de Tuin der Kruistochten met de heropbouw van de oude waterreservoirs in zijn oorspronkelijke staat hersteld.